# Амр II
Амр II ибн Имру-ль-Кайс (ум. 369/370) — царь (малик) государства Лахмидов с 339/340 по 369/370 годы, сын царя Имру-ль-Кайса I. Вероятный участник римско-персидской войны 363 года.

## Происхождение и приход к власти
О начале правления Амра II практически не сохранилось данных, а дошедшие до нас сведения о правлении его предшественника крайне противоречивы. Согласно мусульманским авторам, Амр II был сыном лахмидского царя Имру-ль-Кайса I, который какое-то время правил совместно или попеременно со своим братом аль-Харисом. Если исходить из того, что надпись из ан-Намары повествует о жизни и смерти царя Имру-ль-Кайса I, напрашивается вывод, что отец Амра II в какой то момент ушёл из государства Лахмидов в римскую Сирию, очевидно, со своей семьёй и сторонниками, где и умер 7 декабря 328 года. Судя по всему, после ухода Имру-ль-Кайса в Сирию власть над царством Лахмидов сосредоточилась в руках аль-Хариса и Амр не мог унаследовать престол своего отца. Согласно последним хронологическим исследованиям российского учёного Д. Е. Мишина, Амр II пришёл к власти в государстве Лахмидов около 339—340 годов. Поскольку не сохранилось никаких сведений о правлении аль-Хариса, невозможно определить, при каких обстоятельствах Амр II занял престол.

## Правление
Согласно ат-Табари, Ибн Халдуну, Ибн Хабибу, Ибн Саиду и аль-Хилли, царь Амр II правил тридцать лет (сообщение аль-Исфахани о том, что Амр II правил вдвое дольше, судя по всему, является преувеличением). О тридцатилетнем правлении Амра II практически ничего достоверно не известно. Есть основания полагать, что Амр принимал участие в римско-персидской войне 363 года на стороне сасанидского шаханшаха Шапура II.
Аммиан Марцеллин в своём труде «Деяния», рассказывая о засаде, устроенной в начале римско-персидской войны 363 года по приказу Шапура II с целью захвата царевича Хормузда, находившегося в войсках императора Юлиана Отступника, упоминает некоего сарацинского царя по имени Подосак, неизвестного по другим источникам. По словам Марцеллина, вместе с самым влиятельным сасанидским сановником из рода Суренов организацией засады на Хормузда руководил «малик Подосак, филарх сарацин-ассанитов, знаменитый разбойник, который долго и со всей жестокостью орудовал в наших пределах». По мнению историка Д. Е. Мишина, под Подосаком мог пониматься в тот период только царь Лахмидов Амр II, поскольку именно он в то время лучше всего соответствовал совокупности перечисленных Аммианом Марцеллином признаков: носить титул «царя (малика) арабов», занимать достаточно высокое положение при дворе шаханшаха Шапура II и пользоваться его доверием, активно действовать в приевфратских рубежах Римской империи и обладать достаточной военной силой для того, чтобы регулярно вторгаться в римские владения. Имя же Подосак в «Деяниях» Марцеллина, вероятно, происходит от искажения среднеперсидской формы pad dōsar — «с войском досар» (досар — наиболее боеспособная и многочисленная часть лахмидских войск, во главе которой царь ходил в походы).

## Преемники
После смерти Амра II во главе Лахмидского государства шаханшах Шапур II поставил не сына Амра, а представителя местной знати Ауса ибн Каллама из общины Бану Фаран. О причинах отстранения Лахмидов от власти в Хире после смерти Амра источники умалчивают, однако средневековые мусульманские авторы считали, что Аус ибн Каллам был поставлен не в качестве царя, а как местоблюститель, назначенный на время, пока шаханшах выберет преемника Амра II. Через несколько лет Аус ибн Каллам был убит в результате мятежа и Шапур II поставил царём Лахмидов Имру-ль-Кайса II, сына Амра II.